# Sandra Minnert
Sandra Minnert est une footballeuse allemande née le 7 avril 1973 à Gedern évoluant au poste de défenseur.
Avec l'équipe d'Allemagne Silke se voit sacrée championne du monde en 2003 et 2007 et championne d'Europe en 1995, 1997, 2001 et 2005. Également avec son pays elle décroche la médaille de bronze des tournois olympiques de Sydney (2000) et d'Athènes (2004).  
Sandra Minnert compte 147 sélections (16 buts) avec la Nationalelf de 1992 à 2007.

## Carrière
- 1990-1999 :  FSV Francfort
- 1999-2000 :  Sportfreunde Siegen
- 2000-2004 :  FFC Francfort
- 2000-2003 :  Washington Freedom (WUSA)
- 2004-2007 :  SC 07 Bad Neuenahr

## Palmarès
- Vainqueur de la Coupe du monde féminine 2003 avec l'Allemagne
- Vainqueur de la Coupe du monde féminine 2007 avec l'Allemagne
- Finaliste de la Coupe du monde féminine 1995 avec l'Allemagne
- Vainqueur du Championnat d'Europe 1995 avec l'Allemagne
- Vainqueur du Championnat d'Europe 1997 avec l'Allemagne
- Vainqueur du Championnat d'Europe 2001 avec l'Allemagne
- Vainqueur du Championnat d'Europe 2005 avec l'Allemagne
- Médaille de bronze aux Jeux olympiques de Sydney en 2000 et aux Jeux olympiques d'Athènes en 2004
- Vainqueur de la Coupe UEFA féminine en 2002 avec le 1.FFC Francfort
- Championne d'Allemagne en 1995 et en 1998 avec le FSV Francfort
- Championne d'Allemagne en 2001, 2002 et 2003 avec le 1.FFC Francfort
- Vainqueur de la Coupe d'Allemagne féminine en 1992, 1995 et 1996 avec le FSV Francfort